# أحداث نادرة
الأحداث النادرة أو المتطرفة هي الأحداث التي تحدث بتواتر منخفض، وغالبًا ما تشير إلى الأحداث غير الاعتيادية التي لها تأثير واسع النطاق، والتي قد تزعزع استقرار النظم (على سبيل المثال، أسواق الأوراق المالية أو شدة موجات المحيطات أو الألياف البصرية أو المجتمع). تشمل الأحداث النادرة الظواهر الطبيعية (الزلازل الكبرى وأمواج التسونامي والأعاصير والفيضانات واصطدامات الكويكبات والانفجار الشمسي وما إلى ذلك) والمخاطر الناجمة عن الأنشطة البشرية (الحروب وأشكال الصراع العنيفة وأعمال الإرهاب والحوادث الصناعية وتعطل أسواق المال والسلع الأساسية إلخ)، وكذلك الظواهر التي تتفاعل من خلالها العوامل الطبيعية وبشرية المنشأ بطرق معقدة (انتشار الأمراض الوبائية والتغيرات المتعلقة بالاحتباس الحراري في المناخ والطقس وما إلى ذلك).

## نظرة عامة
الأحداث النادرة أو المتطرفة هي حوادث منفصلة للأحداث الملحوظة بشكل متكرر. على الرغم من كونها غير محتملة من الناحية الإحصائية، إلا أن هذه الأحداث معقولة إلى حد ما إذ وُثقت الحالات التاريخية للحدث (أو حدث مماثل). غالبًا ما تركز التحليلات العلمية والشعبية للأحداث النادرة على تلك الأحداث التي يُتوقع أن يكون لها تأثير سلبي كبير على المجتمع -سواء اقتصاديًا أو من حيث الخسائر البشرية (عادةً، كلاهما). قد تشمل الأمثلة على هذه الأحداث زلزالًا بلغت قوته زائد 8 درجات على مقياس ريختر، أو حادثة نووية أودت بحياة الآلاف من الأشخاص أو تغيرًا بنسبة 10% في اليوم الواحد في قيمة مؤشر سوق الأسهم.

## النمذجة والتحليل
تشير نمذجة الأحداث النادرة إلى الجهود المبذولة لتوصيف بارمترات التوزيع الإحصائي، أو العمليات التوليفية، أو الديناميات التي تحكم وقوع أحداث نادرة إحصائيًا، بما في ذلك على سبيل المثال لا الحصر الكوارث الطبيعية أو التي من صنع الإنسان. قد تتضمن هذا النمذجة مجموعةً واسعة من الأساليب، بما في ذلك على الأخص النماذج الإحصائية المستمدة من بيانات الأحداث التاريخية ونماذج البرامج الحاسوبية التي تحاول محاكاة عمليات الأحداث النادرة ودينامياتها. تشمل نمذجة الأحداث النادرة أيضًا الجهود المبذولة للتنبؤ بحدوث أحداث مماثلة على مدار أفق زمني في المستقبل، ما قد يكون ذا أهمية للأغراض العلمية والتطبيقية (مثل تخفيف المخاطر والتخطيط).

## مجموعات البيانات ذات الصلة
في كثير من الحالات، يمكن اعتبار الأحداث النادرة والكارثية حالات شديدة الضخامة لظواهر أكثر دنيوية. على سبيل المثال، يحدث النشاط الزلزالي وتقلبات سوق الأوراق المالية وأعمال العنف المنظم على امتداد سلسلة من الأطراف المتطرفة، مع حدوث حالات أكثر شدة من الناحية الإحصائية. لذلك، بدلًا من عرض بيانات الأحداث النادرة على أنها فئة المعلومات الخاصة بها، غالبًا ما توجد البيانات المتعلقة بالأحداث النادرة كمجموعة فرعية من البيانات داخل فئة الحدث الرئيسي الأوسع (على سبيل المثال، تتضمن مجموعة بيانات النشاط الزلزالي حالات الزلازل الشديدة، بالإضافة إلى بيانات عن الأحداث الزلزالية الأقل شدة بكثير).
فيما يلي قائمة بمجموعات البيانات التي تركز على مجالات ذات اهتمام علمي وسياسي واسع النطاق، إذ تكون الحالات النادرة (الضخمة) ذات اهتمام شديد بسبب عواقبها المدمرة المحتملة. تُستخرج أوصاف مجموعات البيانات من مواقع الويب أو من الموردين.
- كتالوغ الزلازل الشامل للنظام الوطني المتطور https://earthquake.usgs.gov/earthquakes/search/: يحتوي كتالوغ الزلازل الشامل على بارمترات مصدر الزلازل (مثل المراكز السفلية والمقاسات واللقطات المختارة واسعة الطور) ومنتجات أخرى (مثل حلول موتر الزخم ومعلومات الزلازل الصغرية والملخصات التكتونية والخرائط) التي تنتجها شبكات الزلازل المساهمة.
- قاعدة بيانات الصراع المسلح https://www.iiss.org/publications/armed-conflict-database تراقب قاعدة بيانات الصراع المسلح الصراعات المسلحة حول العالم وتركز على الاتجاهات السياسية والعسكرية والإنسانية في الصراعات الحالية سواءً كانت تمردات محلية أو عصيانات طويلة الأمد أو حروبًا أهلية أو صراعات بين الدول. بالإضافة إلى الخلفية التاريخية المتطورة لكل صراع تعود الخطوط الزمنية الأسبوعية والتحديثات الشهرية والإحصائيات والبيانات والتقارير في قاعدة بيانات الصراع المسلح إلى عام 1997.
- مشروع بيانات الموقع والنزاعات المسلحة http://www.acleddata.com/data/ تغطي مجموعة بيانات النزاعات المسلحة الأحداث التي حدثت في أفريقيا من عام 1997 إلى الوقت الحاضر. تتضمن مجموعة البيانات هذه تاريخ الحدث وخط الطول وخط العرض وعدد الوفيات.
- قاعدة بيانات سلامة الطيران http://aviation-safety.net/database/ تغطي قاعدة بيانات سلامة الطيران حوادث السلامة الجوية في جميع أنحاء العالم. يُبلِغ كل حادث بموقع الحادث ومطارات المغادرين والقادمين وعدد الوفيات ونوع الطائرة المتورطة بالحادث.
- مرصد دارتماوث للفيضانات http://floodobservatory.colorado.edu/ يستخدم مرصد دارتماوث للفيضانات القياس والنمذجة للمياه السطحية المرتكزة على المشاهدات من الفضاء لتتبع الفيضانات ويستخدم تقارير الأخبار للتحقق من صحة النتائج. تتضمن مجموعة البيانات هذه البلد وتاريخ البدء وتاريخ الانتهاء والكيلومتر المربع المتأثر وسبب الفيضان. بالإضافة إلى ذلك، تتضمن مجموعة البيانات هذه العديد من مقاييس الحجم مثل القتلى والمشردين والشدة والأضرار وحجم الفيضان.
- قاعدة بيانات الحوادث الإشعاعية والأحداث ذات الصلة http://www.johnstonsarchive.net/nuclear/radevents/ تغطي قاعدة بيانات الحوادث الإشعاعية والأحداث ذات الصلة، الأحداث التي أسفرت عن التعرض للإشعاع الحاد للبشر بما يكفي لإحداث خسائر. تتضمن قاعدة البيانات التاريخ والموقع وعدد الوفيات وعدد الإصابات وأعلى جرعة إشعاعية مسجلة.
- متوسطات داو جونز http://www.djaverages.com/؟go=industrial-index-data%5Bوصلة+مكسورة%5D تتضمن متوسطات داو جونز بيانات ومعلومات عن بعض مؤشرات السوق الأكثر شهرةً واستشهادًا به على نطاق واسع في العالم. ستجد هنا بيانات تاريخية غنية وأدوات تحليلية قوية ومحتوى تعليمي حصري على مؤشر داو جونز الصناعي ومجموعة من المؤشرات ذات الصلة.
- فلو فيو http://gis.cdc.gov/grasp/fluview/fluportaldashboard.html تُنتج فلو فيو بواسطة المراكز الأمريكية للسيطرة على الأمراض وتوفر معلومات أسبوعية عن مراقبة الإنفلونزا في الولايات المتحدة عن طريق منطقة التعداد وتشمل عدد الأشخاص المختبرين وعدد الحالات الإيجابية.
- قاعدة البيانات الإحصائية في منظمة الفاو (المجاعة) http://faostat.fao.org/ طورت مجموعة الإحصاءات التابعة لمنظمة الأغذية والزراعة للأمم المتحدة (الفاو) مجموعة بيانات قاعدة البيانات الإحصائية في المنظمة. تُعد قاعدة البيانات هذه مجموعة بيانات عالمية نشطة تغطي أحداث المجاعة في الفترة 1990-2013.
- أطلس الصحة العالمية http://apps.who.int/globalatlas/default.asp يحتوي أطلس الصحة العالمية على بيانات عن أربعة أمراض معدية: الكوليرا والإنفلونزا وشلل الأطفال والحمى الصفراء. وهي مجموعة بيانات عالمية نشطة تغطي عدد الحالات والوفيات الناجمة عن هذه الأمراض المعدية.
- البرنامج العالمي للبراكين http://www.volcano.si.edu/search_eruption.cfm «براكين العالم» هي قاعدة بيانات تصف الخصائص الفيزيائية للبراكين وثوراتها. تحتوي البيانات على تاريخ بدء الثوران وتاريخ انتهائه واسم البركان (والتي يمكن استخدامها للبحث عن موقع البركان) ومقياس حجم VEI.
- تحتوي قاعدة البيانات الدولية للكوارث http://www.emdat.be/ على بيانات أساسية مفصلية عن حدوث وتأثير أكثر من 18,000 كارثة جماعية في العالم من عام 1900 إلى الوقت الحاضر. تُجمَّع قاعدة البيانات من مصادر مختلفة، بما في ذلك وكالات الأمم المتحدة والمنظمات غير الحكومية وشركات التأمين ومعاهد البحوث والوكالات الصحفية.
- أهم الحلقات عن العنف السياسي http://www.systemicpeace.org/inscrdata.html تعد مجموعة بيانات أحداث العنف السياسي الرئيسية جزءًا من قاعدة بيانات أكبر للصراع المسلح يصدرها مركز السلام الشامل. تتضمن بيانات العنف السياسي بيانات سنوية وعبر وطنية وسلاسل زمنية عن درجات حجم الحرب بين الدول والحرب المجتمعية والمجتمعات المحلية (الاستقلال والعنف والحرب بين الدول والعرقية والأهلية) لجميع البلدان.
- النزاعات العسكرية بين الدول: https://web.archive.org/web/20141219135756/http://www.correlatesofwar.org/COW2٪20Data/MIDs/MID40.html توفر مجموعة بيانات النزاعات العسكرية بين الدول معلومات حول النزاعات التي تهدد فيها دولة واحدة أو أكثر أو تعرض أو تستخدم القوة ضد دولة أخرى أو أكثر بين أعوام 1816 و2010.
- الأخطار الطبيعية للإدارة الوطنية للمحيطات والغلاف الجوي http://www.ngdc.noaa.gov/hazard/ تعتبر مجموعة بيانات الأخطار الطبيعية جزءًا من المركز الوطني للبيانات الجيوفيزيائية الذي تديره الإدارة الوطنية الأمريكية للمحيطات والغلاف الجوي. يأرشف المركز الوطني للبيانات الجيوفيزيائية ويستوعب بيانات التسونامي والزلازل والبراكين لدعم البحث والتخطيط والاستجابة والتخفيف. يمكن استخدام البيانات طويلة الأجل، بما في ذلك الصور الفوتوغرافية، لتحديد تاريخ حوادث الأخطار الطبيعية والمساعدة في التخفيف من كوارث الأحداث المستقبلية.
- مجموعة مشكلات فشل حالة عدم الاستقرار السياسي 1955-2013 http://www.systemicpeace.org/inscrdata.html تعد فرقة العمل المعنية بعدم الاستقرار السياسي جزءًا من قاعدة بيانات الصراع المسلح الأكبر التي يُنتجها من قبل مركز السلام الشامل من البيانات المفتوحة المصدر. تتوفر بيانات فرقة العمل المعنية بعدم الاستقرار السياسي في مجموعات فرعية مختلفة: الحرب العرقية والحرب الثورية وتغيير النظام المعاكس والإبادة الجماعية أو السياسية.
- قاعدة بيانات راند الخاصة بحوادث الإرهاب في جميع أنحاء العالم https://www.rand.org/nsrd/projects/terrorism-incidents.html تُغطي مجموعة بيانات راند الخاصة بحوادث الإرهاب العالمي أحداث الإرهاب في جميع أنحاء العالم من عام 1968 حتى عام 2009 ولكنها غير نشطة حاليًا. تتضمن مجموعة البيانات التاريخ والموقع (المدينة والدولة) ومرتكب الجريمة والوصف التفصيلي وعدد الإصابات والوفيات.
- البرنامج الوطني الأمريكي للتأمين ضد الفيضانات http://www.fema.gov/policy-claim-statistics-flood-insurance/policy-claim-statistics-flood-insurance/policy-claim-13 تحتوي مجموعة بيانات البرنامج الوطني الأمريكي للتأمين ضد الفيضانات على جدول بيانات يصف أحداث الفيضانات بخسارة 1500 أو أكثر المدفوعة من عام 1978 إلى الشهر والسنة الحالية. يتضمن الجدول اسم الحدث وعام حدوثه وعدد الخسائر المدفوعة والمبلغ الإجمالي المدفوع ومتوسط الدفع لكل خسارة.